# Pars destruens/pars construens
Pars destruens/pars construens es una expresión latina que refiere a las diferentes partes de una argumentación. La parte negativa, con visos críticos y destructivos, es la pars destruens. Y la parte positiva, constructiva, donde se plantea una posición y se ofrecen argumentos para sostenerla, es la pars construens.
Esta distinción se puede rastrear hasta Francis Bacon y su gran obra Novum Organum de 1630. En esta, él propone su método inductivo que tiene dos partes. Una parte negativa, pars destruens, que remueve todos los prejuicios y errores; y una parte positiva, pars construens, para ganar conocimientos y acercarse a la verdad.
- Datos: Q4822211